# Pseuduvaria dielsiana
Pseuduvaria dielsiana är en kirimojaväxtart som först beskrevs av Carl Karl Adolf Georg Lauterbach, och fick sitt nu gällande namn av James Sinclair. Pseuduvaria dielsiana ingår i släktet Pseuduvaria och familjen kirimojaväxter. Inga underarter finns listade i Catalogue of Life.